# Mount Saskatchewan, Yukon
Mount Saskatchewan är ett berg i Kanada.   Det ligger i territoriet Yukon, i den västra delen av landet, 4 500 km väster om huvudstaden Ottawa. Toppen på Mount Saskatchewan är 3 500 meter över havet, eller 1 057 meter över den omgivande terrängen. Bredden vid basen är 23,6 km.
Terrängen runt Mount Saskatchewan är huvudsakligen mycket bergig. Mount Saskatchewan ligger uppe på en höjd som går i öst-västlig riktning. Trakten runt Mount Saskatchewan är nära nog obefolkad, med mindre än två invånare per kvadratkilometer.. Det finns inga samhällen i närheten. 
Trakten runt Mount Saskatchewan är permanent täckt av is och snö.